# Erste Group
Erste Group Bank AG ili skraćeno Erste Group je grupa banaka u središnjoj i istočnoj Europi. Njezin najpoznatiji predstavnik u Hrvatskoj je Erste&Steiermärkische Bank d.d. čiji je suvlasnik zajedno s Steiermärkische Bank und Sparkassen AG.

## Međunarodna struktura
| Preuzimanje banaka u središnjoj i istočnoj Europi od 1997. |                                                                 |           |              |                    |                                                                                           |
| Godina                                                     | Banka                                                           | Zemlja    | Udio (danas) | Cijena (mil. eura) | Napomena                                                                                  |
| 1997 2003                                                  | Mezőbank Postabank                                              | Mađarska  | 70,00 %      | - 400              | Mezőbank je 1998. preimenovana u Erste Bank Hungary, a 2003. joj je pripojena i Postabank |
| 2000                                                       | Česká spořitelna                                                | Češka     | 99 %         | 530                |                                                                                           |
| 2000                                                       | Slovenská sporiteľňa                                            | Slovačka  | 100,00 %     | 425                |                                                                                           |
| 1997– 2002                                                 | Bjelovarska banka Trgovačka banka Čakovečka banka Riječka banka | Hrvatska  | 59,02 %      | -                  | Spojene u Erste & Steiermärkischen Bank d.d.                                              |
| 2005                                                       | Novosadska banka                                                | Srbija    | 80,5 %       | -                  |                                                                                           |
| 2005                                                       | Banca Comercială Română                                         | Rumunjska | 93,6 %       | 3.751              |                                                                                           |
| 2007                                                       | Bank Prestige                                                   | Ukrajina  | 0 %          | 79,4               | U travnju 2013. prodana Fidobanci                                                         |